# ジェームズ湾

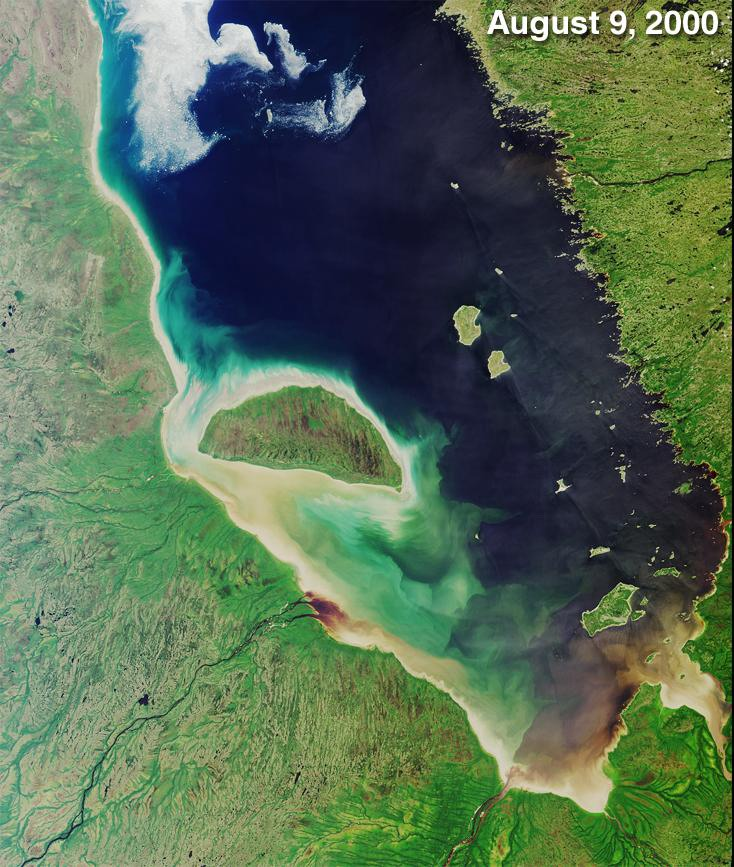
ジェームズ湾の衛星写真

ジェームズ湾(James Bay)は、ハドソン湾の南方にある南北に細長い湾 (南北400km・東西230km)。カナダのケベック州とオンタリオ州に挟まれており、北のハドソン湾に向けて湾口を開いている。なお、湾内のアキミスキ島などの島はヌナブト準州の所属となっている。

## 歴史
湾が西洋人に発見されたのは、1610年のことであり、ハドソン湾を発見したヘンリー・ハドソンによるものである。ジェームズ湾の名称は、この地域を探検したイギリス人のトーマス・ジェームズにちなんで1631年に付けられた。

## 地理
湾の東岸はカナダ楯状地であり、森林と岩の多い荒地が目立つ土地である。西岸はツンドラの湿地となっている。湾の最南部のムース川河口一帯のハンナ湾は干潟が発達しており、渡り鳥が多くラムサール条約の指定地となっている。その緯度にもかかわらず、冬季から初夏まではハドソン湾同様、流氷に閉ざされる部分が多い。ジェームズ湾は、ハドソン湾とその水系では最も凍るのが遅く、最も流氷が溶け出すのが早い。このような条件からとくに哺乳類は少なく、ワモンアザラシやホッキョクグマ、シロイルカなどが主な種類である。
流入河川にはオールバニー川、ムース川などがある。